# Горни Бадін
Горни Бадін (словац. Horný Badín) — село в окрузі Крупіна Банськобистрицького Словаччини. Площа села 5,63 км². Станом на 31 грудня 2017 року в селі проживало 184 жителі.

## Історія
Перші згадки про село датуються 1279 роком.

## Населення
| Рік:            | 1994. | 2004.   | 2014.   | 2024.   |
| --------------- | ----- | ------- | ------- | ------- |
| Кількість осіб: | 194   | 191     | 182     | 172     |
| Різниця:        |       | -1,54 % | -4,71 % | -5,49 % |

| Рік:            | 2023. | 2024.   |
| --------------- | ----- | ------- |
| Кількість осіб: | 174   | 172     |
| Різниця:        |       | -1,14 % |